# Danssjuka
Danssjuka eller korea kallades tidigare en grupp av sjukdomar som karaktäriseras av ofrivilliga hastiga rörelser.
Huntingtons sjukdom beskrevs tidigare som danssjukan på grund av de oregelbundna och hastiga rörelser den kan medföra. Numera används bara benämningen Huntingtons sjukdom eftersom de ryckiga rörelserna bara är ett symtom av flera.
Sydenhams korea uppstår vid reumatisk feber och är en sjukdom som uppstår efter vissa infektioner framförallt i svalget och efter halsfluss. Risken att halsfluss skulle resultera i Sydenhams korea hos barn i Sverige är idag mycket liten, då man direkt sätter in antibiotika och inflammationshämmande preparat för att motverka att lederna ska svullna upp.

## Källhänvisningar
1. ↑  ”Socialstyrelsen - Huntingtons sjukdom”. Arkiverad från originalet den 5 februari 2015. https://web.archive.org/web/20150205050938/http://www.socialstyrelsen.se/ovanligadiagnoser/huntingtonssjukdom. Läst 15 december 2014.